# Aweil (État)
Cet article concerne l'ancien État du Soudan du Sud. Pour la ville de Soudan du Sud, voir Aweil.
L' État d'Aweil est un État du Soudan du Sud qui a existé entre le 2 octobre 2015 et le 22 février 2020. 
Il était situé dans la région de Bahr el Ghazal et il bordait les états de Gogrial à l'est, Lol à l'ouest, Aweil Est au nord et Wau au sud. Sa capitale et plus grande ville, Aweil, a une population de près de 60 000 habitants en 2008. 

## Histoire
L'État faisait à l'origine partie de l'État de Bahr el Ghazal du Nord. Le 2 octobre 2015, le président Salva Kiir a publié un décret instituant 28 États à la place des 10 États constitutionnellement établis. Le décret a établi les nouveaux États en grande partie selon des critères ethniques. Un certain nombre de partis d'opposition et de groupes de la société civile ont contesté la constitutionnalité du décret. Kiir a ensuite décidé de le soumettre au Parlement pour approbation en tant qu'amendement constitutionnel.  En novembre, le parlement sud-soudanais a autorisé le président Kiir à créer de nouveaux États.  
Ronald Ruai Deng a été nommé gouverneur d'Aweil le 24 décembre 2015.
En février 2020, un compromis a conduit le président Salva Kiir à rétablir les États du Soudan du Sud d'origine.  

## Gouvernement
L'État d'Aweil a été créé le 2 octobre 2015 et a adopté un gouvernement similaire au gouvernement sud-soudanais. Le premier gouverneur de l'État d'Aweil est Ronald Ruai Deng et a été nommé gouverneur le 24 décembre 2015.

## Géographie

### Subdivisions
Après sa création, l'État d'Aweil s'est subdivisé en 8 comtés, qui ont été créés en avril 2016. Les 8 comtés sont composés des éléments suivants, : 
- Ancien comté d'Aweil central : 
  - Aroyo: siège: Aroyo
  - Bar-mayen: siège: Pongo
- Ancien comté d'Aweil du Sud : 
  - Ajak: siège: Malek-Alel
  - Ajuet: siège: Rum-Tiit
  - Buoncuai: siège: Akoc
  - Chimel: siège: Udham
  - Kongder: siège: Gakrol
  - Mayom Wel: siège: Mayom Wel

Parallèlement aux 8 comtés, l'État d'Aweil comprend également la municipalité d'Aweil. 

### Aweil (ville)
Aweil est une ville de l'État d'Aweil. La ville était la plus grande ville et la capitale de l'État. Elle est située à près de 800 kilomètres de Djouba, la capitale du Soudan du Sud. Avant que le Soudan du Sud ne se divise en 28 États, la ville était la capitale de l'État de Bahr el Ghazal du Nord et servait de siège au comté d'Aweil central. 